# Xavi Fernández
Xavier Fernández Fernández (nacido en Hospitalet de Llobregat (Barcelona), el 12 de febrero de 1968) es un baloncestista retirado español. Criado en el barrio de Bellvitge, con una altura de 1,94 metros y 90 kg de peso, destacó jugando en la posición de alero, gracias a su excelente tiro de larga distancia y sus grandes fundamentos técnicos.

## Biografía
Disfrutó sus mejores años a nivel individual y estadístico en el histórico Elosúa León, en cuya primera temporada consiguió el ascenso a ACB (1989-90). Tras el ascenso defendió la camiseta leonesa durante 4 temporadas en ACB, llevando a su equipo a jugar playoffs por el título en sus tres últimas campañas (en 1991-92 quedaron en tercera posición de la liga regular y pasaron la primera ronda de playoffs siendo eliminados por Estudiantes; en 1992-93 también superaron la primera ronda eliminando a un grande como el Baskonia pero serían eliminados posteriormente por el Real Madrid que a la postre sería el campeón). Fue nombrado mejor jugador español dos temporadas (1992-93 y 1993-94) según "Mundo Deportivo" y mejor debutante de la Liga ACB en la temporada 1990-1991 según la revista "Gigantes del Basket". Para la afición leonesa sigue siendo el mejor jugador que ha defendido su camiseta y bajo su liderazgo se vivieron los mejores años del equipo leonés. Sus actuaciones con la camiseta del Elosúa le valieron ser llamado por la selección española (1992), convirtiéndose en habitual del combinado nacional. En 145 partidos en ACB con la camiseta del Elosúa León promedió 16,8 puntos, 3,5 rebotes, 2,2 asistencias, 1,4 robos y 17,3 de valoración por partido.
En 1994 ficharía por el F. C. Barcelona, permaneciendo en el equipo blaugrana hasta 1999, viviendo sus mayores éxitos deportivos. En cinco temporadas ganó cuatro Ligas ACB, una Copa Korac, y fue dos veces subcampeón de la Euroliga. A nivel individual fue elegido mejor jugador de la final de la liga ACB en la temporada 1995-96.
Sus últimos años de profesional los paso en Unicaja de Málaga (1999-2000), CB Gran Canaria (2000-01) y CB Girona (2001-03), donde aún mostraría detalles de su clase y gran capacidad anotadora.
Fue 52 veces internacional con la Selección de Baloncesto de España, con la que participó en los Juegos Olímpicos de Barcelona 1992.
Tras retirarse como jugador en activo al finalizar la temporada 2002-2003, se integró al equipo técnico del Club Bàsquet Girona en la temporada 2003-2004.

## Clubes
- CB L'Hospitalet (categorías inferiores)
- Club Joventut de Badalona (Junior): 1987.
- Caixa Sabadell (Segunda División): 1987-1988.
- Metro Santa Coloma (Primera B): 1988-1989.
- Elosúa León (Primera B y ACB): 1989-1994.
- F. C. Barcelona: 1994-1999.
- Unicaja Málaga: 1999-2000.
- Canarias Telecom: 2000-2001.
- Casademont Girona: 2001-2003.

## Palmarés

### Títulos internacionales de Club
- 1 Copa Korac: 1998-1999, con el F. C. Barcelona.

### Títulos nacionales de Club
- 4 Ligas ACB: 1995, 1996, 1997,  y 1999, con el F. C. Barcelona.

### Consideraciones personales
- "Mejor Debutante" de la Liga ACB en la temporada 1990-1991, según la revista "Gigantes del Basket".
- "Mejor Jugador Español" de la temporada 1992-1993 según el diario "El Mundo Deportivo".
- "Mejor Jugador Español" de la temporada 1993-1994 según el diario "El Mundo Deportivo"
- "Mejor Jugador" de la Final de la Liga ACB en la temporada 1995-1996, por la ACB.
- "Jugador Más Valioso" de la temporada 1995-1996, según la revista "Gigantes del Superbasket".
- "Jugador Más Valioso" del "ACB All Star" de Cáceres'96.